# Cyamus
Cyamus  is een geslacht van ectoparasitaire vlokreeften, en het typegeslacht van de familie van de walvisluizen (Cyamidae). De wetenschappelijke naam van het geslacht werd in 1796 voorgesteld door Pierre André Latreille.
Cyamus-soorten zijn vaak gastheerspecifiek.

## Soorten
- Cyamus antarcticensis Vlasova, 1982 op zwarte zwaardwalvis (Pseudorca crassidens)
- Cyamus bahamondei Buzeta, 1963 op potvis (Physeter macrocephalus)
- Cyamus balaenopterae K.H. Barnard, 1931 op dwergvinvis (Balaenoptera acutorostrata), blauwe vinvis (Balaenoptera musculus) en gewone vinvis (Balaenoptera physalus)
- Cyamus boopis Lütken, 1870 op bultrug (Megaptera novaeangliae)
- Cyamus catodontis Margolis, 1954 op potvis (Physeter macrocephalus)
- Cyamus ceti (Linnaeus, 1758) op grijze walvis (Eschrichtius robustus) en Groenlandse walvis (Balaena mysticetus)
- Cyamus erraticus Roussel de Vauzème, 1834 op zuidkaper (Eubalaena australis)
- Cyamus eschrichtii Margolis, McDonald & Bousfield, 2000 op grijze walvis (Eschrichtius robustus)
- Cyamus gracilis Roussel de Vauzème, 1834 op grote oceaannoordkaper (Eubalaena japonica)
- Cyamus kessleri A. Brandt, 1873 op grijze walvis (Eschrichtius robustus)
- Cyamus mesorubraedon Margolis, McDonald & Bousfield, 2000 op potvis (Physeter macrocephalus) en grijze walvis (Eschrichtius robustus)
- Cyamus monodontis Lütken, 1870 op narwal (Monodon monoceros) en beloega (Delphinapterus leucas)
- Cyamus nodosus Lütken, 1861 op narwal (Monodon monoceros) en beloega (Delphinapterus leucas)
- Cyamus orcini Leung, 1970 op orka (Orcinus orca)
- Cyamus orubraedon Waller, 1989 op zwarte dolfijn (Berardius bairdii)
- Cyamus ovalis Roussel de Vauzème, 1834 op noordkaper (Eubalaena glacialis)
- Cyamus rhytinae (J.F. Brandt, 1846)
- Cyamus scammoni Dall, 1872 op grijze walvis (Eschrichtius robustus)